# 莫特吉諾區

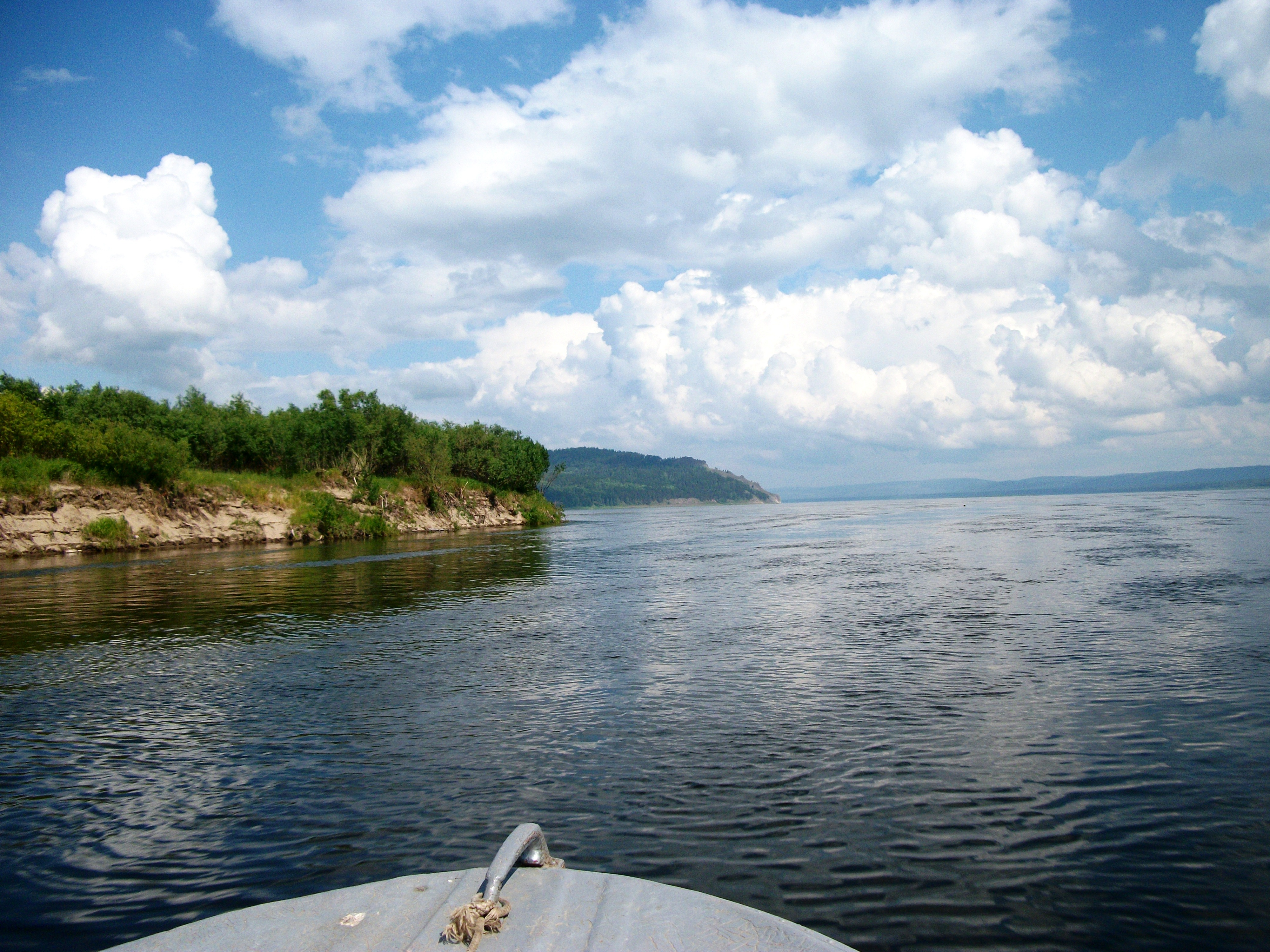

58°11′12″N 94°41′14″E / 58.18667°N 94.68722°E
莫特吉諾區（俄语：Мотыгинский район），是俄羅斯的一個區，位於該國中部，由克拉斯諾亞爾斯克邊疆區負責管轄，始建於1931年7月1日，面積18,983平方公里，2010年人口16,200，人口密度每平方公里0.85人。